# Kleptochthonius henroti
Kleptochthonius henroti es una especie de arácnido  del orden Pseudoscorpionida de la familia Chthoniidae.

## Distribución geográfica
Se encuentra en el oeste de Virginia (Estados Unidos).